# 艾比斯瓦尔德
艾比斯瓦尔德是奥地利施蒂利亚州德意志兰茨贝格县的一个市镇。总面积2.38平方公里，总人口1378人，人口密度579.0人/平方公里（2001年）。